# Rounder Records
Rounder Records – amerykańska firma nagraniowa poświęcona muzyce tradycyjnej i jej współczesnym kontynuacjom.
W 1970 r. trzech studentów z rejonu Bostonu: Ken Irvin, Marian Leighton Levy i Billy Nowlin postanowili w 1970 r. założyć firmę nagraniową, która nagrywałaby dawną tradycyjną muzykę oraz jej współczesne odmiany i kontynuacje.
Siedzibą firmy stał się Cambridge w stanie Massachusetts.
Ich pierwszym wydawnictwem były nagrania 76-letniego George'a Pegrama, tradycyjnego muzyka z Północnej Karoliny grającego na bandżo.
Wytwórnia rozkręcała się bardzo powoli. W 1970 r. wydali zaledwie dwie płyty, a w roku następnym trzy. Jednak firma rozwijała się stopniowo i nieustannie. Dziś wydaje setki płyt rocznie, przeważnie niezwykle starannie wydanych i opracowanych. Są one rozprowadzane do Kanady, zachodniej Europy, Japonii, Australii i Nowej Zelandii.
Zaczęli dokumentować i wydawać artystów, którzy grali w tak różnych stylach jak bluegrass, cajun, zydeco, nowoorleański rhythm and blues, blues i soul z Memphis, reggae i Tex-Mex.
Ich aktualny katalog zawiera ponad 1500 płyt.
Firma została kilkakrotnie nagrodzona Grammy za nagrania Alison Krauss (dwukrotnie), Professora Longhaira i Clarence'a "Gatemoutha" Browna oraz otrzymała wiele innych nagród i wyróżnień.
Głównymi artystami firmy są D.L. Menard, Eddie LeJeune, John Delafose i Beausoleil.
Szczególnie cennymi są jej wznowienia nagrań Johna Lomaxa zgrupowane w seriach (np. Deep River of Song) oraz inne serie.

## Artyści
| - Tony Bird - Norman Blake - Bodeans - James Booker - Bob Brozman - Buckwheat Zydeco - Clarence "Gatemouth" Brown - Bruce Cockburn - Cowboy Junkies - Minnie Driver - Béla Fleck - J. Geils - Girl Authority - The Grascals - Nanci Griffith - Juliana Hatfield | - George Thorogood and the Destroyers - King Wilkie - Alison Krauss - David Laibman - John Linnell - Lisa Loeb - Magic Dick - John McCutcheon - NRBQ - Ellis Paul - Tom Paxton - Madeleine Peyroux - Grant-Lee Phillips - Preacher Jack - Raffi - Tony Rice | - Jonathan Richman - Riders in the Sky - Tut Taylor - They Might Be Giants - The Tragically Hip - Uncle Earl - Guy Van Duser - Vienna Teng - Loudon Wainwright III - Martha Wainwright - Doc Watson - Ween - Cheryl Wheeler - The Wild Magnolias - Rush - Sierra Hull |